# Рота Грека
Ро̀та Грѐка (на италиански: Rota Greca) е село и община в Южна Италия, провинция Козенца, регион Калабрия. Разположено е на 510 m надморска височина. Населението на общината е 1169 души (към 2012 г.).